# Нацумэ Сосэки
Нацумэ Кинноскэ (яп. 夏目 金之助 Нацумэ Кинносукэ, 5 января III года Кэйо (9 февраля 1867), Эдо, пров. Мусаси — 9 декабря V года Тайсё (1916), Токио), более известный под псевдонимом Нацумэ Сосэки (яп. 夏目 漱石 Нацумэ Со:сэки) — японский писатель, один из основоположников современной японской литературы.

## Биография
Нацумэ родился 9 февраля 1867 года. Его отец при феодальном режиме занимал наследственную должность «нануси» — старшины в одной из общин города Эдо (современный Токио). Должность эта приносила ему немалые доходы. После революции 1867—1868 годов он не сумел приспособиться к новым порядкам, семья обеднела.
Будущий писатель появился на свет в «день Обезьяны» по старому японскому календарю. Старинное поверье гласило, что родившийся в этот день становится вором. Беду можно было отвести, дав ребёнку имя, в состав которого входит иероглиф «Кин» (деньги). Мальчика нарекли Кинноскэ (имя Сосэки является литературным псевдонимом писателя).
Кинноскэ был нежеланным шестым ребёнком, его матери было уже 40 лет, а отцу 53. Престарелые родители не обрадовались появлению ребёнка и отдали его в чужую семью, где им распоряжались как вещью. Супруги, усыновившие Кинноскэ, через несколько лет разошлись, и родителям волей-неволей пришлось взять сына обратно. Для них он был нежеланной обузой, лишним ртом.
В возрасте 23 лет он поступил в Токийский университет. Изучал английский язык, был учеником Рафаэля фон Кёбера (1848—1923) и Джеймса Мёрдока.
По окончании университета он преподавал в школе английский язык сначала в Токио, потом в провинции.
В 1900 году он уехал учиться в Англию. В 1903 году вернулся из Англии. Затем преподавал английскую литературу в Токийском университете.
В возрасте 38 лет написал свой первый роман «Ваш покорный слуга кот».
Позже он отказался от преподавательской работы, устроился работать в редакцию газеты «Асахи» и стал писать романы.
Сосэки любил творчество Достоевского и ясно ощущал свою духовную близость к нему. В конце жизни интересовался литературной группой «Сиракаба»; младшие писатели, включая Акутагавы Рюноскэ и Масао Кумэ, считали себя его последователями.

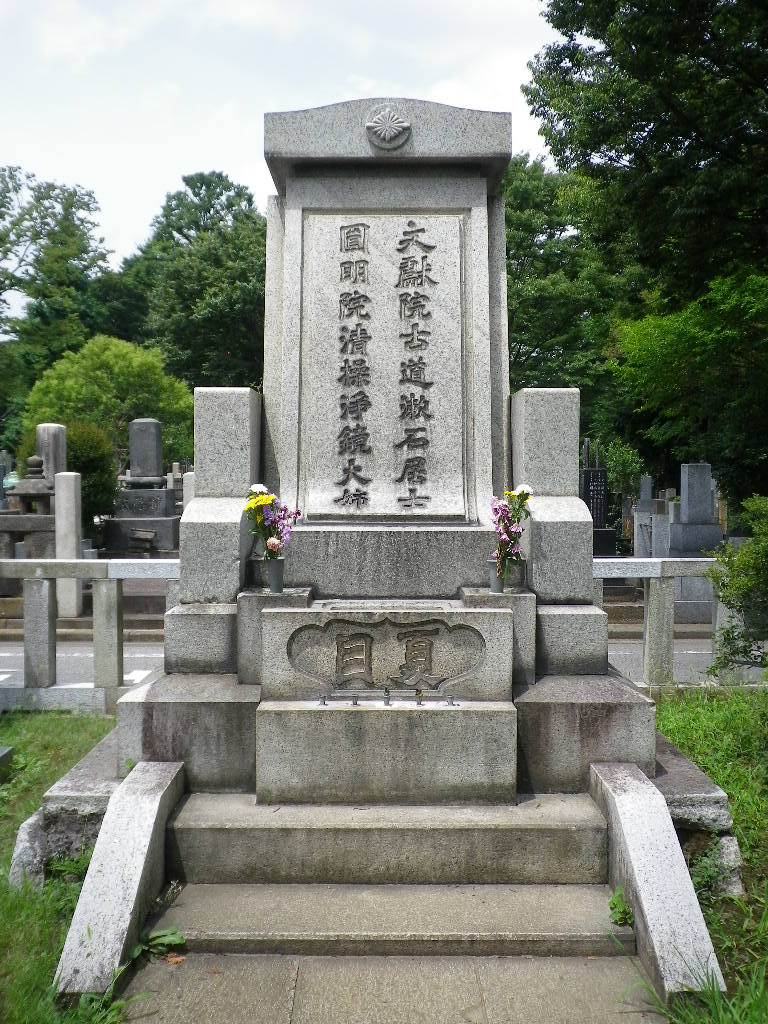
Могила Нацумэ Сосэки

Нацумэ Сосэки долгие годы страдал от язвы желудка. Умер 9 декабря 1916 года в Токио в возрасте 49 лет.

## Основные сочинения
- 1905 — Ваш покорный слуга кот (吾輩は猫である)
- 1906 — Мальчуган (坊っちゃん)
- 1908 — Сансиро (三四郎)
- 1909 — Затем (それから)
- 1910 — Врата (門)
- 1914 — Сердце (こゝろ)
- 1916 — Свет и тьма (明暗)

Произведения Нацумэ переведены на английский, болгарский, венгерский, грузинский, испанский, итальянский, каталанский, китайский, корейский, монгольский, немецкий, польский, португальский, румынский, русский, сербохорватский, словацкий, украинский, французский и чешский языки.

## Память
В 1984 году его изображение напечатали на банкноте в тысячу иен.
В аниме «Великий из бродячих псов» один из персонажей полностью основан на этом писателе